# Linköping Science Park

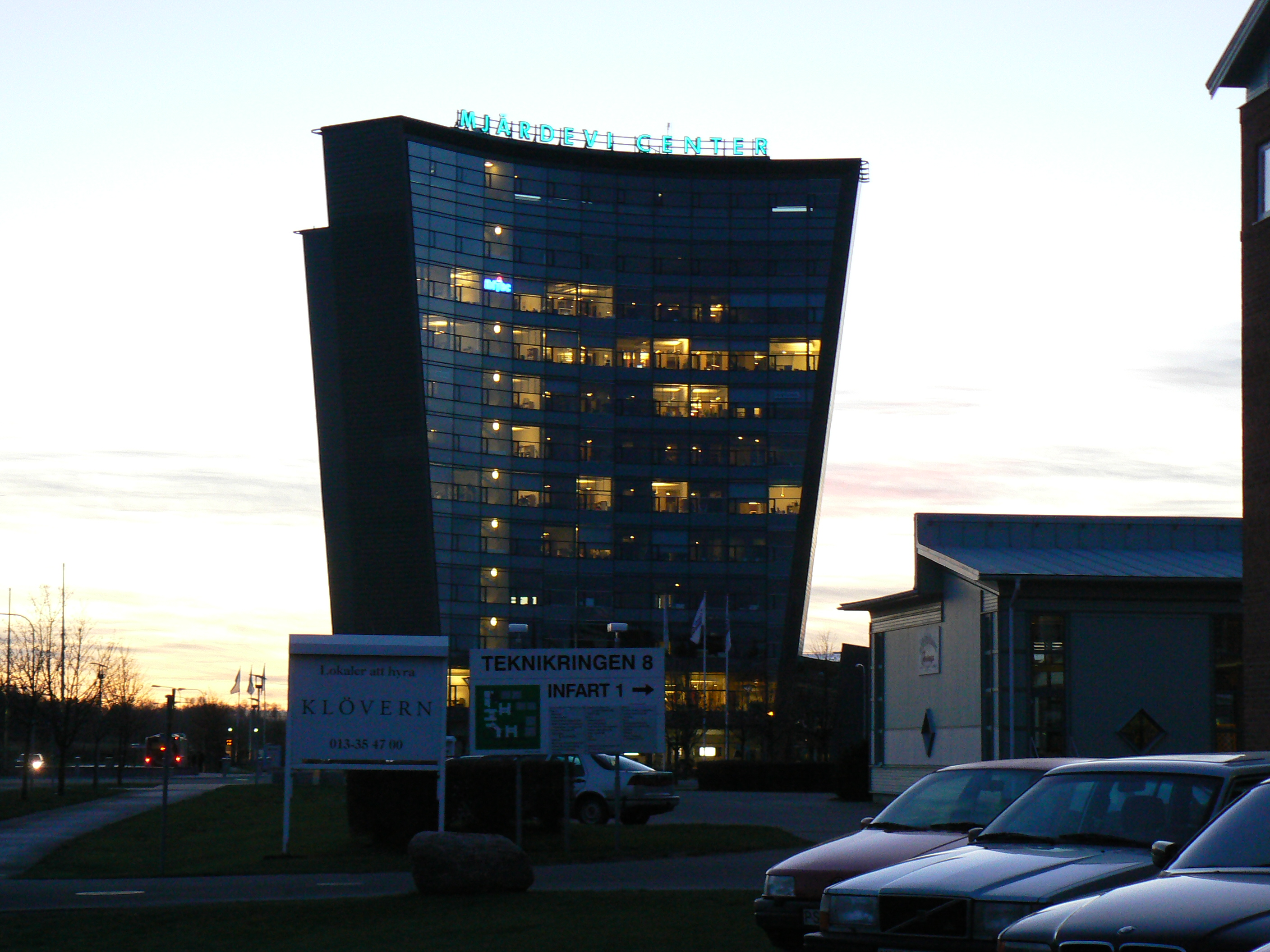
Mjärdevi Center

Linköping Science Park (tidigare Science Park Mjärdevi och Mjärdevi Science Park) är ett aktiebolag ägt av Linköpings kommun med syftet att samordna och marknadsföra högteknologiskt företagande.
Linköping Science Park är verksamt i hela Linköping, men har sin tyngdpunkt i området Mjärdevi beläget strax utanför (väster om) Linköpings universitets campus Valla. Bolaget betjänar cirka 600 företag med över 14 000 anställda (2022). Många av dessa företag har startats med innovationer sprungna ur forskningen på Linköpings universitet som grund. Företagen verkar framför allt inom teknikområden som telekommunikation, affärssystem, programvara och systemutveckling, elektronik, hemkommunikation och fordonssäkerhet.  Exempel på företag i parken är Sectra, Actia, Nira Dynamics, Agricam och Glana. 
Verksamheten startades 1984 under namnet Mjärdevi Science Park och är medlem i SISP (Swedish Science Parks and Incubators) och IASP (International Association of Science Parks and Areas of Innovation).
Lena Miranda är VD för Linköping Science Park sedan september 2014.

## Historik
Ett datahistoriskt museum fanns till och med 2009 i området, IT-ceum, det har flyttats och är nu en del av Östergötlands museum.

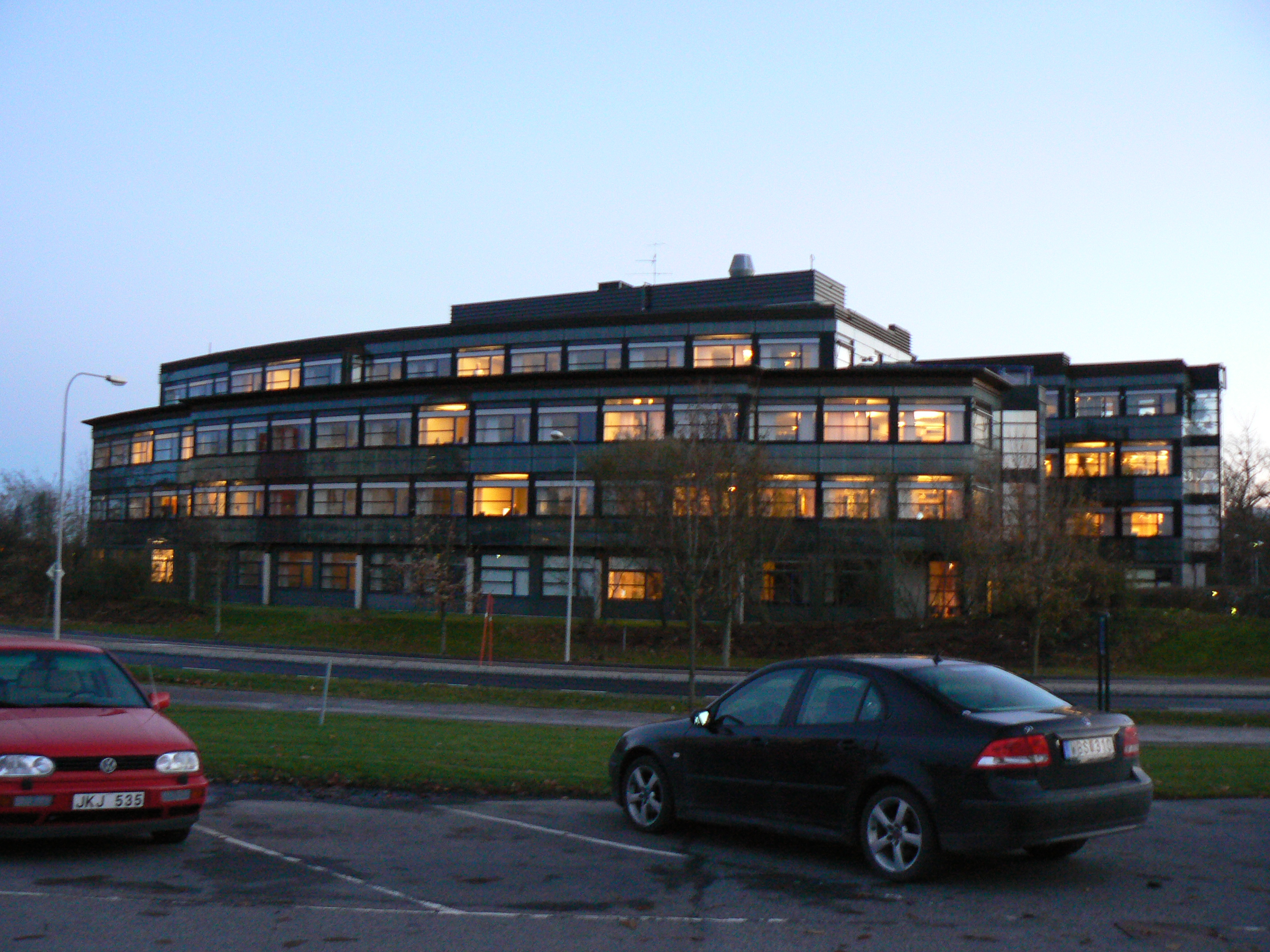
IFS
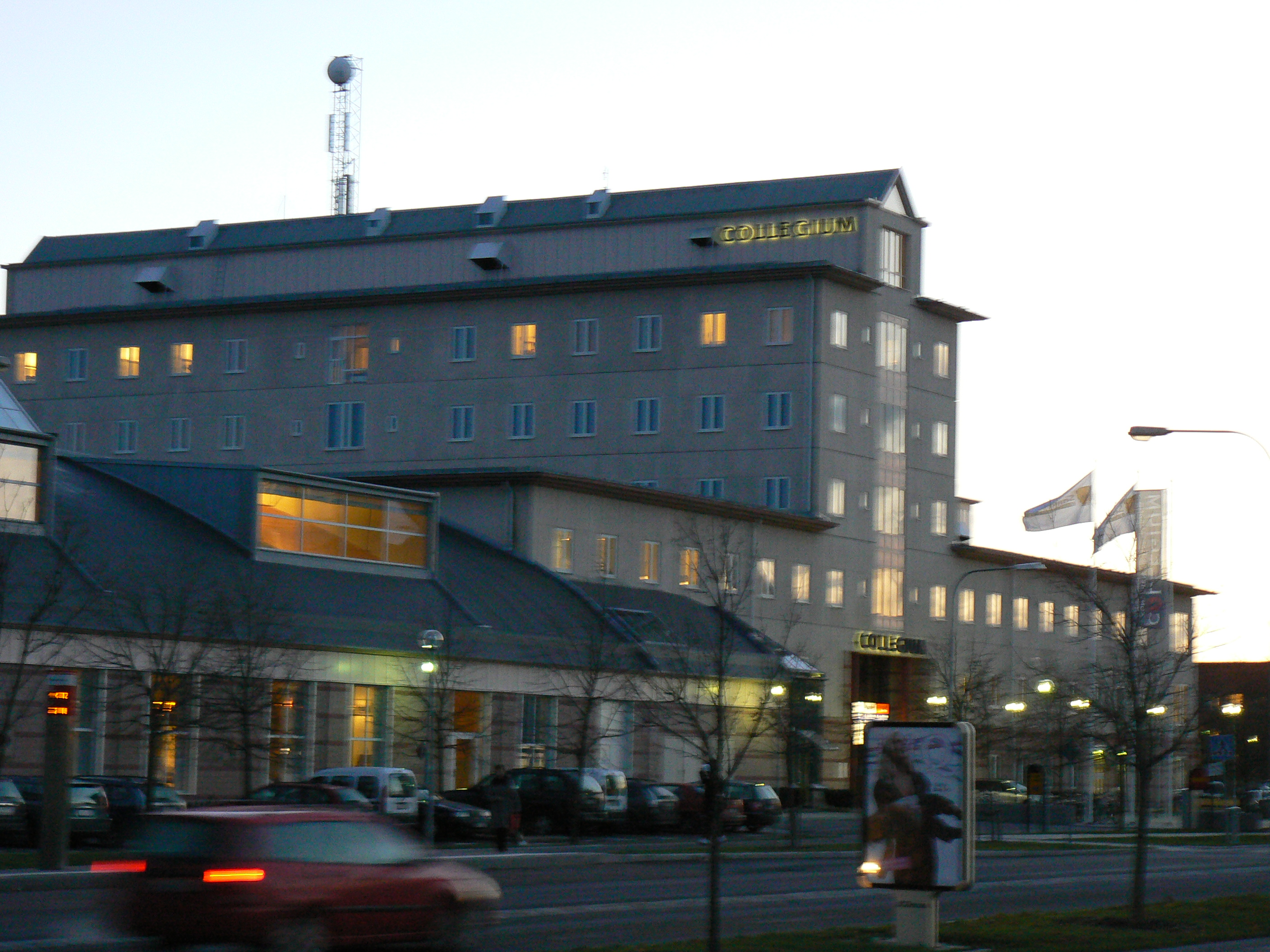
Collegium
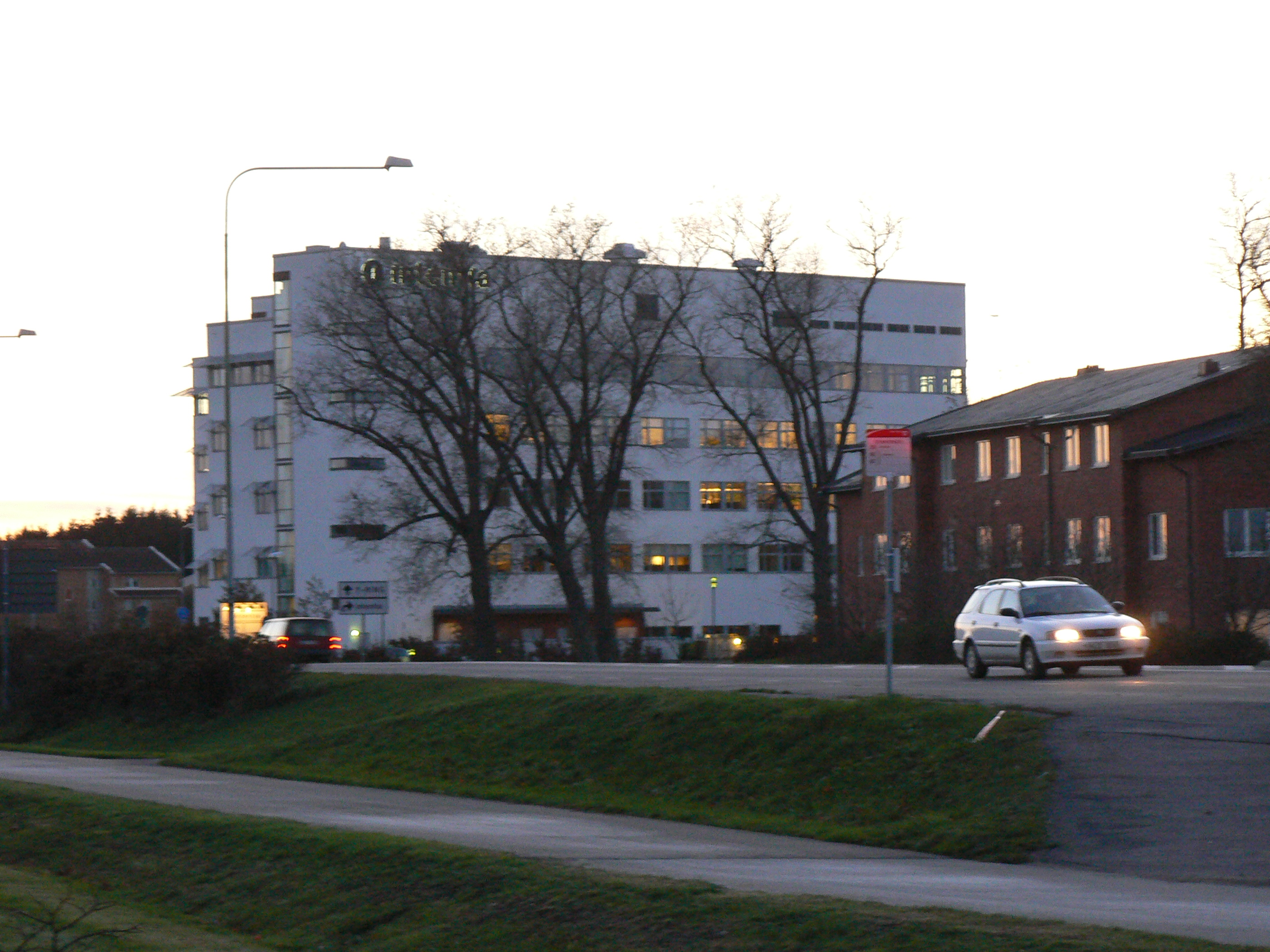
Vita Huset
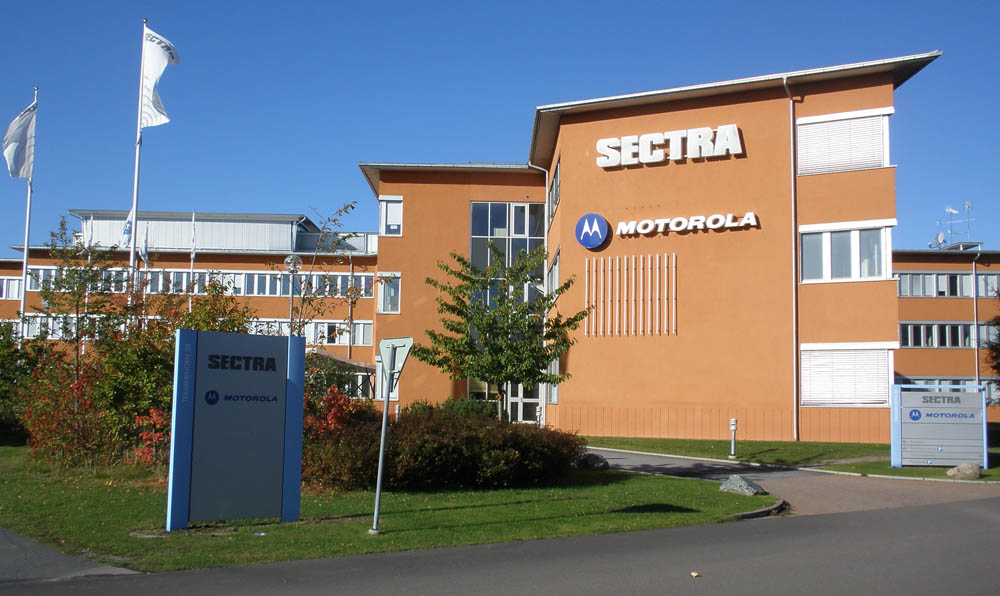
Teknikringen